# Criteria Studios

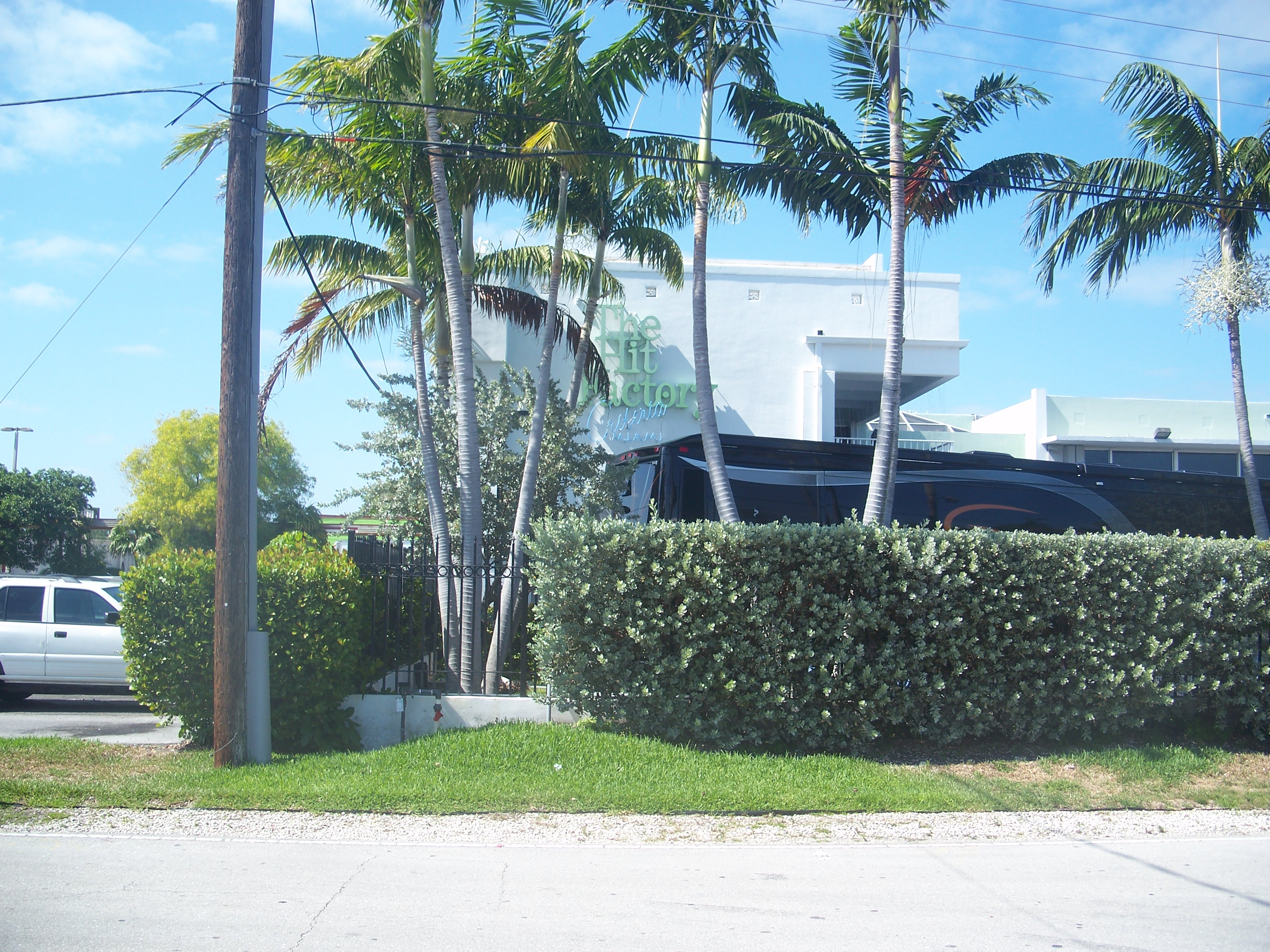
Вид на студию Hit Factory Criteria Miami (2011 год).

Criteria Studios — студия звукозаписи, расположенная в Майами, была создана Марком Эмерманом в 1951 году.
В 1999 году владельцы студии The Hit Factory приобрели Criteria Studios, реконструировали здание и повторно открыли его под вывеской The Hit Factory Criteria Miami.
В общем числе, на студии было записано 250 золотых и платиновых синглов/альбомов, среди них: песни — «Layla», «I Feel Good», легендарные пластинки — Hotel California и Rumours.

## Известные исполнители
Список избранные музыкантов, которые записывали синглы/альбомы на студии:

| - 2 Live Crew - 10,000 Maniacs - ABBA - AC/DC - Aerosmith - Алехандро Санс - Al Di Meola - The Allman Brothers - Энди Гибб - Арета Франклин - Bee Gees - Билли Джоел - Black Sabbath - Боб Дилан | - Боб Марли - Боб Сигер - Бутси Коллинз - Брук Бентон - Candy - Charred Walls of the Damned - Chicago - Comateens - Crosby, Stills and Nash - Дэвид Боуи - Derek and the Dominos - Dr. Dre - The Eagles | - Эрик Клэптон - Expose - Fleetwood Mac - Gang of Four - Глория Эстефан - Grand Funk Railroad - Джеки Глисон - Джеймс Браун - John Cougar Mellencamp - Джон Денвер - Хулио Иглесиас - Ленни Кравиц - Less Than Jake - Lynyrd Skynyrd | - Manassas - Мэрилин Мэнсон - Meatloaf - Mink DeVille - The Nails - N.O.R.E. - R.E.M. - R. Kelly - The Romantics - Soda Stereo - Will to Power - Wishbone Ash - Ингви Мальмстин |